# Ропа (гміна)
Гміна Ропа (пол. Gmina Ropa) — сільська гміна у південній Польщі. Належить до Горлицького повіту Малопольського воєводства.
Станом на 31 грудня 2011 у гміні проживало 5311 осіб.

## Площа
Згідно з даними за 2007 рік площа гміни становила 49.09 км², у тому числі:
- орні землі: 59.00%
- ліси: 34.00%

Таким чином, площа гміни становить 5.07% площі повіту.

## Села
- Климківка
- Лосє
- Ропа

## Історія
1 серпня 1934 р. було створено об'єднану гміну Ропа у Горлицькому повіті. До неї увійшли сільські громади: Бєлянка, Ґрудек, Лосє, Ропа, Шимбарк.

## Релігія
До виселення лемків у 1945 році в СРСР та депортації в 1947 році в рамках акції Вісла ці три села гміни належали до греко-католицької парафії Климківка Горлицького деканату.

## Населення
Станом на 31 грудня 2011:
| Опис     | Загалом | Загалом | Чоловіки | Чоловіки | Жінки | Жінки |
| -------- | ------- | ------- | -------- | -------- | ----- | ----- |
| одиниця  | осіб    | %       | осіб     | %        | осіб  | %     |
| все      | 5311    | 100     | 2685     | 50.56    | 2626  | 49.44 |
| міське   | 0       | 100     | 0        |          | 0     |       |
| сільське | 5311    | 100     | 2685     | 50.56    | 2626  | 49.44 |

## Сусідні гміни
Гміна Ропа межує з такими гмінами: Горлиці, Грибів, Грибів, Устя-Горлицьке.